# Danny Casolaro
Joseph Daniel Casolaro (16 de junio de 1947 – 10 de agosto de 1991) fue un periodista de investigación y un escritor independiente estadounidense. Se dio a conocer en 1991 cuando su cuerpo fue encontrado sin vida en una bañera de la habitación 517 del Hotel Sheraton en Martinsburg, (Virginia Occidental) con las muñecas rajadas y con 12 cortes profundos en los antebrazos. En la misma habitación encontraron una nota y el médico forense determinó la causa de la muerte como suicidio.
La muerte de Casolaro desencadenó una gran polémica, ya que en sus notas de investigación y cuadernos aseguraba que se encontraba en Martinsburg para reunirse con una fuente anónima en relación a un asunto que él denominaba como "The Octopus" ("El Pulpo"). Todo esto estaba centrado en torno a una extensa red de colaboración que implicaba una conspiración a escala global, y especialmente una serie de historias familiares, periodistas que trabajaban en las inmediaciones de Washington, D.C durante la década de 1980 en relación al caso Inslaw, un fabricante de software cuyo propietario acusó al Departamento de Justicia de Estados Unidos por haber robado su producto de trabajo, las teorías de la Sorpresa de octubre que tuvieron lugar durante la crisis de los rehenes en Irán, que retuvieron deliberadamente a los rehenes estadounidenses para ayudar a Ronald Reagan a que ganara las elecciones presidenciales en 1980, el colapso del Banco Internacional de Crédito y Comercio y el escándalo Irán-Contra.
La familia de Casolaro denunció que había sido asesinado, y que antes que se fuera hacia Martinsburg, Casolaro le comentó a su hermano que había recibido llamadas acosadoras durante varias noches, que en algunas de aquellas llamadas le amenazaban de muerte, y que si algo le podía llegar a suceder durante su estancia en Martinsburg, no habría sido por ningún tipo accidente. La familia también citó la repulsión y el pavor que tenía Casolaro hacia los análisis de sangre, aseguraron que resultaba del todo incomprensible un suicidio llevado a cabo por él mismo, cortándose las venas de las muñecas hasta una docena de veces sin llegar a desvanecerse en el primer o segundo corte. Varios funcionarios gubernamentales también argumentaron que su muerte merecía una investigación más exhaustiva y detallada, y sus notas fueron facilitadas por su familia a ABC News y a la revista Time, las cuales investigaron el caso, pero sin encontrar ningún tipo de pruebas que corroboraran un homicidio de primer grado.

## Adolescencia y trayectoria profesional
Danny Casolaro nació y se educó en una familia católica en el pueblo McLean (Virginia), hijo de un obstetra y el segundo de seis hijos más. Uno de sus hermanos enfermó y falleció poco después de su nacimiento. Una de sus hermanas más jóvenes, llamada Lisa, falleció por sobredosis por la ingesta de drogas en Haight-Ashbury (San Francisco) durante la década del 1960. Casolaro asistió a la Universidad de Providence hasta 1968. Se casó con Terrill Pace, ex ganadora del concurso de belleza Miss de Virginia. La pareja tuvo un hijo, Trey, aunque al cabo de 10 años ambos se divorciaron y la custodia legal de su hijo fue otorgada a Casolaro.
Casolaro tenía ciertas aficiones como el boxeo, la escritura de poemas y de pequeñas historietas, así como la cría de caballos árabes de pura sangre. Se interesó también por el periodismo, investigando y buscuando puntos prioritarios como la presencia naval soviética en Cuba, una red de inteligencia sobre Castro y el contrabando de comunistas chinos del opio en Estados Unidos, de acuerdo a su propio currículum. Poco antes de su fallecimiento publicó una novela titulada The Ice King (El rey de Hielo) con Vanitty Press, una editorial que publica libros y el autor paga por los costos del producto.
A finales de la década de 1970, desistió su interés por el periodismo y adquirió una serie de publicaciones comerciales de la industria informática que terminó por vender a finales de 1980. A principios de 1990, decidió retomar nuevamente el periodismo y poco después se interesó por el caso Inslaw.

## Investigaciones
Poco antes de su fallecimiento, Casolaro informó a diversas personas de que estaba preparado para sacar a la luz una amplia conspiración que abarcaba desde el caso Inslaw, el Irán-Contra, la supuesta conspiración Sorpresa de Octubre y el cierre del Banco Internacional de Crédito y Comercio. David Corn escribió en el periódico The Nation que la documentación de Casolaro revelaba ciertas pistas aún sin resolver. Entre su documentación había viejos recortes, incluidas notas manuscritas que eran complicadas de leer, nombres de agentes de la CIA y traficantes de armas. David Corn escribió también que por las pequeñas anotaciones que vio de Casolaro, éste estaba influenciado por el Instituto Crístico con sede en Washington, D.C y que había estado buscando información, la cual se la estaba suministrando un periodista que trabajaba para Lyndon LaRouche. Richard Fricker escribió en la revista Wired que Casolaro estaba metido hasta el fondo en asuntos muy turbios y problemáticos: "Danny Casolaro se adentró en un Triángulo de las Bermudas que involucraba a espías, armas, drogas y crimen organizado".

## El caso Inslaw
Ron Rosenbaum escribió que la historia del caso Inslaw es por sí sola una razón suficiente para volver loco a un hombre cuerdo. "Si alguna vez hacen una película sobre el Caso Inslaw", escribe Ron Rosenbaum "podría llamarse el Señor y la Señora Smith se dirigen a Washington para reunirse con Franz Kafka". El fundador de Inslaw, William A. Hamilton, durante su previo cargo en el Departamento de Justicia de Estados Unidos había ayudado a desarrollar un programa llamado PROMIS, Sistema de información de gestión del fiscal. PROMIS fue diseñado para organizar el papeleo generado por la policía y los tribunales. Después de abandonar el Departamento de Justicia, Hamilton alegó que el gobierno había robado a PROMIS y lo había distribuido ilegalmente, robándole millones de dólares. El departamento negó esto, insistiendo en que lo poseían porque Hamilton lo había desarrollado mientras trabajaba para ellos. Como resultado de esta disputa, Hamilton y el departamento habían estado en litigio desde 1983. Un juez federal de bancarrota dictaminó en 1988 que el departamento había tomado el software por "engaño, fraude y engaño", una decisión confirmada por un distrito federal tribunal en 1988, pero revocado en apelación en 1991.
Se desarrolló una teoría de la conspiración en torno al caso, con acusaciones de que se habían insertado "puertas traseras" en el software para que a cualquier persona que el Departamento de Justicia se lo hubiera vendido, pudiera ser espiado. La principal fuente en el aspecto de la teoría de la conspiración del caso, tanto para Hamilton como, más tarde, para Casolaro, fue Michael Riconosciuto, descrito por Rosenbaum como un "científico deshonesto, diseñador de armas, minero de platino, supuesto fabricante de metanfetamina ..." Riconoscuito había sido presentado a un amigo de Casolaro por Jeff Steinberg, un destacado asistente de la organización LaRouche.
Riconosciuto le dijo a Bill Hamilton que él y Earl Brian, director de Hadron, Inc., una firma de consultoría del gobierno, habían pagado 40 millones de dólares a funcionarios iraníes en 1980 para convencerlos de que no liberaran a los rehenes estadounidenses antes de la conclusión de las elecciones presidenciales, finalmente ganadas por Ronald Reagan; éste es el reclamo ahora conocido como la "Sorpresa de octubre". A cambio de su ayuda a la administración Reagan, supuestamente se permitió a Brian beneficiarse de la distribución ilegal del sistema PROMIS, según Riconoscuito. Brian, amigo cercano del entonces Fiscal General Ed Meese, ha negado cualquier participación en el caso "Sorpresa de octubre" o en el caso Inslaw.
Además de esta acusación, Riconosciuto afirmó en una declaración del 21 de marzo de 1991 presentada ante el tribunal en el caso Inslaw, que había modificado el software de Inslaw a instancias del Departamento de Justicia para que pudiera venderse a docenas de gobiernos extranjeros con una "puerta trasera" secreta, que permitía a los extraños a acceder a los sistemas informáticos utilizando PROMIS. Estas modificaciones supuestamente tuvieron lugar en la reserva india Cabazon, cerca de Indio, California. Debido a que la reserva era un territorio soberano donde la aplicación de la ley estadounidense a veces era problemática, Riconosciuto afirmó además que había trabajado en programas de armas allí para la Corporación Wackenhut, como un poderoso "explosivo de combustible de aire". El 29 de marzo de 1991, ocho días después de presentar la declaración jurada, Riconosciuto fue arrestado y luego condenado por distribuir metanfetamina y metadona, cargos que dijo que eran una trampa para evitar que contara su historia.
En el verano de 1990, Casolaro acordó reunirse con Bill Hamilton, expresando su interés en seguir la historia de Inslaw. Hamilton le dio a Casolaro un memorándum de 12 páginas que Riconoscuito había escrito detallando sus acusaciones. Rosenbaum escribe que, "En el momento en que tuvo en sus manos ese memo enloquecedor, con su laberinto de ilusión y realidad, fue el momento en que la vida de Danny cambió y comenzó a descender a la obsesión que lo llevaría a la muerte. Primero fue lentamente, luego rápidamente, absorbió una especie de versión de operaciones encubiertas de Dungeons & Dragons, con ese memorándum como su guía y Michael Riconosciuto como su Dungeon Master ".